# Ägina
Ägina (neugriechisch Αίγινα Egina [ˈɛʝina] (f. sg.), altgriechisch Αἴγινα Aigina, deutsch ‚Ziegeninsel‘, lateinisch Aegina) ist eine griechische Insel im Saronischen Golf im Westen der Ägäis, der auch Golf von Ägina genannt wird. Die Insel liegt 25 km südwestlich von Athen. Die Gemeinde (δήμος, dímos) Ägina hat rund 13.500 Einwohner. Der Hauptort der Insel mit knapp 8000 Einwohnern heißt ebenfalls Ägina.

## Geografie und Geologie
Ägina gehört zu den Saronischen Inseln im gleichnamigen Golf, der im Norden von Attika (Umland von Athen) und im Süden von der Argolis (östlicher Peloponnes) begrenzt wird. Die Insel hat eine Fläche von etwa 87 km². Die höchste Erhebung ist mit 532 m der Berg Oros.
Geologisch ist Ägina dreigeteilt. Es besteht aus einem kretazischen Kalksteinsockel, der sich als niedriges Faltengebirge von der Nachbarinsel Moni im Südwesten bis zum Berg Parliagos im Nordosten zieht, ferner einem quartären Vulkankomplex und neogenen Flachwassersedimenten. Die Insel bildet ungefähr die Form eines nach Süden spitz zulaufenden Dreiecks, dessen südliche Hälfte mit hartem Lavagestein bedeckt ist. Ägina zählt neben Methana, Poros, Milos, Santorin, Kos, Gyali und Nisyros zu den aktiven Vulkanen des Ägäischen Inselbogens.
Die Vegetation und die Böden entsprechen den geologischen Verhältnissen. Der Süden ist steinig, karg und wenig bewaldet, der Norden weist eine relativ dichte Besiedlung und fruchtbare Böden auf. In einigen küstennahen Tälern, auch im Südteil, werden Pistazien, Oliven und Wein angebaut. Ein fruchtbares Tal erstreckt sich von der Stadt Ägina im Nordwesten gen Osten durch das Inland bis nach Mesagros. Ein kleiner Bergzug trennt dieses Tal von einer sanft nach Norden zum Meer abfallenden fruchtbaren Ebene. Ägina hat kaum natürliche Frischwasservorkommen.

## Klima
Das Klima ist mild und es gibt wenig Niederschläge. Im Sommer kann es teils sehr heiß werden, im Winter fällt in manchen Jahren (zum Beispiel 2015) vereinzelt in den Bergregionen Schnee. Die klimatischen Bedingungen und die Nähe zum attischen Festland ließen die Insel zur Sommerresidenz wohlhabender Athener werden.

## Geschichte
Der Name der Insel soll auf die Sage von der Nymphe Aigina zurückgehen, die auf der Insel, die damals Oinone oder Oinopia hieß, ihren von Zeus gezeugten Sohn Aiakos zur Welt gebracht hat.
Ägina war seit dem 3. Jahrtausend v. Chr. bewohnt; offenbar bestanden enge Beziehungen zur minoischen Kultur auf Kreta. Zwischen dem 12. und dem 10. Jahrhundert v. Chr. wurde die Insel von der Bevölkerung aufgegeben, um 950 v. Chr. aber – vermutlich durch Siedler aus Epidauros – wieder kolonisiert. Sie entwickelte sich zum bedeutenden Handelsplatz. Ihre Blütezeit hatte die Insel um 650 in der archaischen Epoche Griechenlands. Damals prägte die Polis Ägina als erste Stadt im griechischen Mutterland Münzen. Dass diese den Handel erleichtern, hatten die Ägineten von den Ioniern gelernt. Die Münzen wurden nach ihrem Motiv Schildkröten genannt, sie waren bis 450 v. Chr. über einen großen Teil des Mittelmeerraums verbreitet, äginetische Handelsschiffe kamen bis nach Spanien, Ägypten und zum Schwarzen Meer. Nach Etrurien hatte im 6. Jahrhundert v. Chr. der von Herodot als besonders reicher äginetischer Händler erwähnte Sostratos enge Verbindungen. Möglicherweise hat er einst einen beim etruskischen Tarquinia gefundenen Marmoranker dem „Apoll von Ägina“ geweiht. In Etrurien fand man zahlreiche Stücke attischer Keramik aus der zweiten Hälfte des 6. Jahrhunderts mit der Signatur SO, die vermutlich Handelsgut des Sostratos waren. Ab 450 v. Chr. sank mit wachsender Macht Athens die Bedeutung der Insel im Seehandel und die Seeschildkröte auf den Münzen wurde 404 v. Chr. wegen dieser Entwicklung durch die Landschildkröte ersetzt.

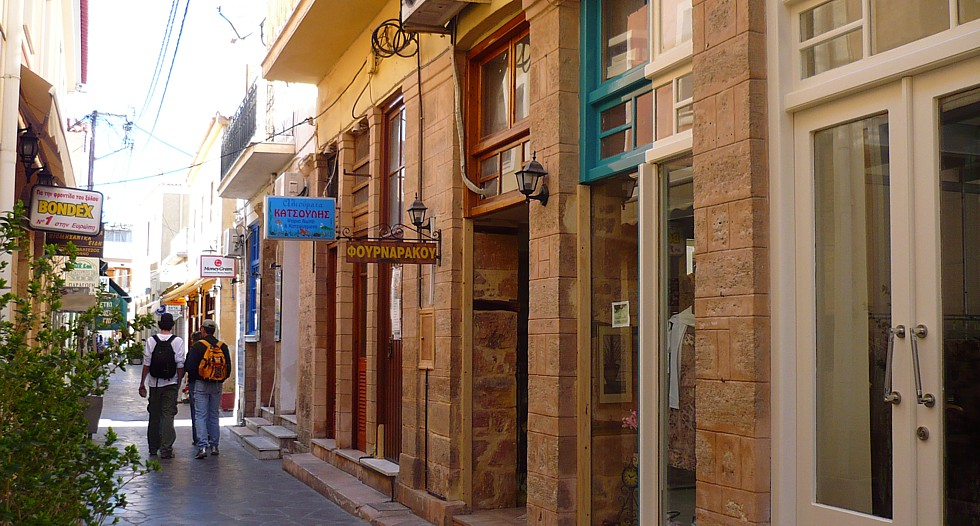
Straße in der Altstadt von Ägina

Angesichts der Bedrohung Griechenlands durch das sich immer mehr ausbreitende Perserreich im 5. Jahrhundert v. Chr. zeigte sich Ägina im Interesse der eigenen Handelsposition der Großmacht gegenüber konziliant. Diese perserfreundliche Haltung, die es in Gegensatz zu Athen brachte, revidierte Ägina, nachdem die attische Stadt von den Persern besetzt worden war, und stellte sich bei der Schlacht von Salamis auf die Seite der Griechen. Aufgrund seiner Seeerfahrung trug es wesentlich zum Sieg über die Perser bei.
Dennoch überfiel Athen, das der wirtschaftlichen Konkurrenz Äginas ein Ende setzen wollte, um 460 v. Chr. seine Flotte und zwang die Insel 456 v. Chr. zur Kapitulation. Ägina wurde gezwungen, dem Attischen Seebund beizutreten und musste hohe Tribute an Athen zahlen. „Der Dorn im Auge des Piräus“, wie Perikles den Inselrivalen nannte, war ausgerissen. Mit Beginn des Peloponnesischen Krieges 431 v. Chr. wurden die meisten Einwohner vertrieben und durch attische Kolonisten ersetzt, da Athen fürchtete, Ägina könne die Spartaner unterstützen. Die ursprünglichen Bewohner konnten nach Ende des Krieges 404 v. Chr. zurückkehren, Ägina erlangte aber nie mehr seine alte Bedeutung, auch wenn die Insel später wiederholt von römischen Kaisern besucht werden sollte.
1537 traf Ägina ein verheerender Schlag. Der osmanische Großadmiral Khair ad-Din Barbarossa zerstörte im türkisch-venezianischen Krieg die Insel, tötete nahezu alle Männer und entführte 6000 Frauen und Kinder, um sie auf den Sklavenmärkten des Orients zu verkaufen. Im Jahr 1828 (am 26. Januar) wurde Ioannis Kapodistrias, der erste Präsident des freien Griechenlands, auf Ägina vereidigt. Vom 12. Januar bis zum 3. Oktober 1828 war Ägina Hauptstadt des neuen Staates, dann übernahm Nafplio diese Aufgabe. In Ägina wurden 1829 die ersten Münzen der Republik geprägt.
Viele Sieger sportlicher Wettkämpfe des Altertums stammten aus Ägina, wie die Oden Pindars und das Werk des Pausanias bezeugen.

## Sehenswürdigkeiten

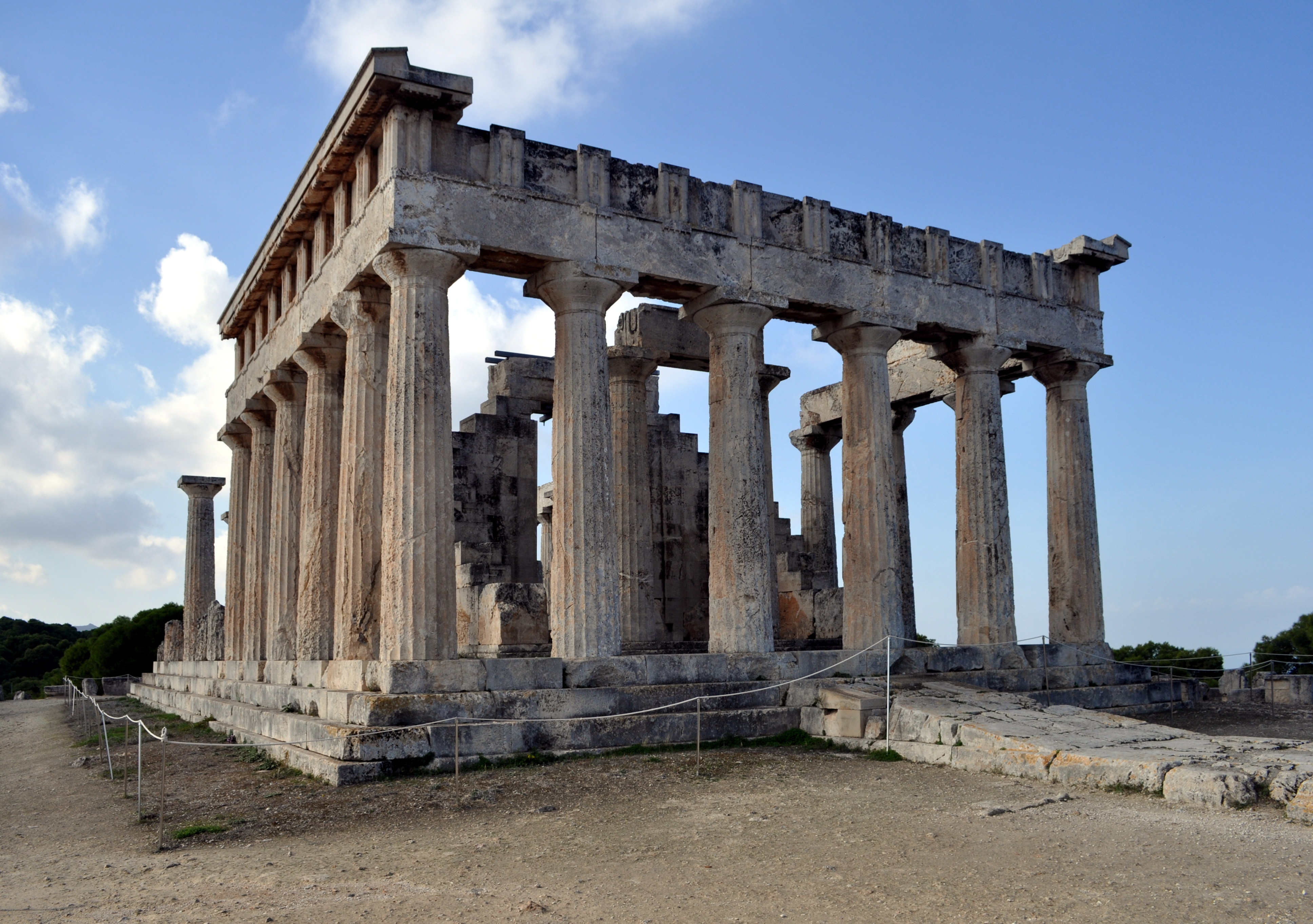
Ruinen des Aphaia-Tempels (2014)
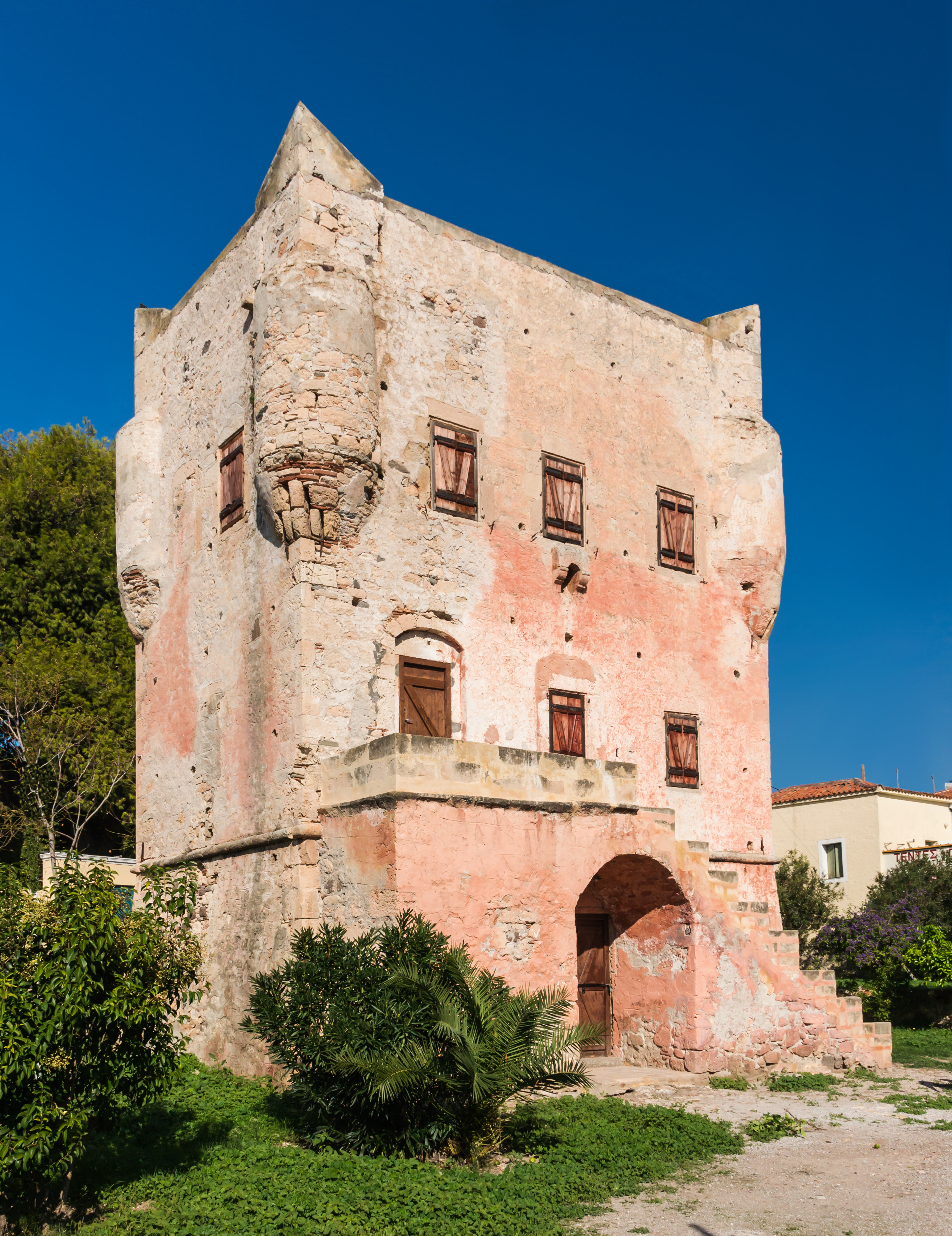
Markelos-Turm, erbaut um 1802

Bekannteste Sehenswürdigkeit der Insel Ägina ist der spätarchaische Tempel der Hauptgöttin Aphaia, der 13 km östlich des Hauptorts auf einem Hügel steht. Er wurde nur etwa 50 Jahre nach einem Vorgängerbau um 500 v. Chr. neu errichtet. Seine Giebelfiguren, in der Archäologie als Aigineten bekannt, wurden 1812 an den bayerischen Kronprinzen Ludwig verkauft und befinden sich seitdem in der Glyptothek in München. Das Grabungsmuseum beim Aphaia-Tempel enthält die wichtigsten Funde der deutschen Ausgrabungen im Tempelgelände, die 1988 abgeschlossen wurden.
Überreste aus der Antike gibt es auch im Hauptort Ägina (Grabung Aigina-Kolona) (prähistorische Siedlung mit mächtiger Umfassungsmauer, archaisch-klassisches Heiligtum mit Säule eines Apollontempels, Grabhügel aus dem 6. Jahrhundert v. Chr.) und auf dem Gipfel des Óros (mykenische Stadtanlage, Zeusheiligtum aus dem 5. Jahrhundert v. Chr.). Im Grabungsgelände Aigina-Kolona befindet sich auch ein Museum mit den dort gemachten, vor allem prähistorischen Funden. Hier befindet sich auch das Bodenmosaik der Synagoge von Ägina.
Im Inselinneren, an der Straße von Ägina nach Agia Marina, liegt die neue Agios Nektarios-Kuppelkirche (37° 44′ 49″ N, 23° 29′ 4″ O). Sie wurde zu Ehren des jüngsten orthodoxen Heiligen Nektarios von Ägina errichtet. Direkt hinter der Kirche liegt das Kloster Agios Nektarios, in dem die Kammer, die Nektarios seit seiner Pensionierung bis zu seinem Tod bewohnte, besichtigt werden kann.
Etwa 500 m von der Agios Nektarios-Kuppelkirche entfernt liegt der verlassene Ort Paleochora. Paleochora war im Mittelalter die Hauptstadt von Ägina, die zum Schutz vor Piraten im Landesinneren lag. Um 1800 wurde Paleochora verlassen. Während die Häuser des Ortes zerfielen, blieben 32 Kirchen, hauptsächlich aus dem 13. und 14. Jahrhundert, erhalten.

## Wirtschaft und Infrastruktur

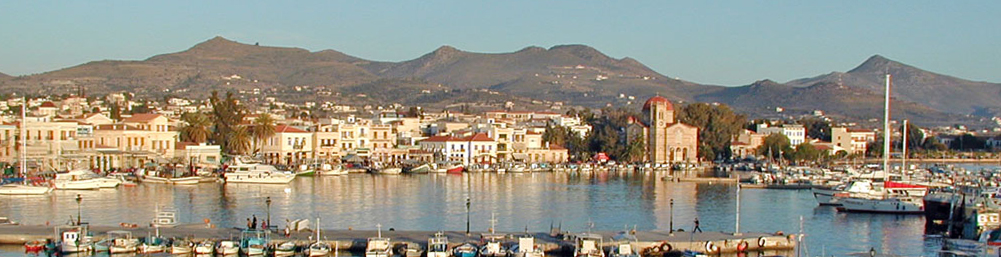
Hafen von Ägina

Schwerpunkt der Landwirtschaft auf der Insel ist der Anbau von Pistazien: 3–5 % der Welternte stammen von Ägina. Daneben spielt der Tourismus eine zunehmende Rolle; touristischer Hauptort ist Agia Marina.

## Persönlichkeiten
- Androsthenes von Aigina (4. Jahrhundert v. Chr.), kynischer Philosoph
- Paulos von Aigina (vermutet wird 625–690), bekanntester griechischer Arzt des byzantinischen Reichs.
- Athanasia von Ägina (um 790–um 860), heilige Nonne.
- Nektarios von Ägina (1846–1920), Mönch und Heiliger der Griechisch-Orthodoxen Kirche.
- Ioannis Kapodistrias (1776–1831), erster Ministerpräsident von Griechenland, regierte Griechenland von seinem privaten Wohnhaus in der Inselhauptstadt aus von 1828 bis 1829, ehe die Hauptstadt nach Nafplio verlegt wurde.
- Nikos Kazantzakis (1883–1957), der wohl bekannteste griechische Schriftsteller der Neuzeit, lebte von 1936 bis 1948 in seinem Haus auf der Insel (an der mittlerweile nach ihm benannten Küstenstraße, nur wenige hundert Meter vom Leuchtturm an der Nordwestecke der Insel) und schrieb hier bekannte Werke wie Alexis Sorbas.